# روبرتو انطونيو ناني
روبرتو انطونيو ناني (بالإسبانية: Roberto Nanni)‏ (20 أغسطس 1981 بأزول، مقاطعة بوينس آيرس في الأرجنتين - ) هو لاعب كرة قدم أرجنتيني في مركز الهجوم. لعب مع أتلانتي إف سي ودينامو كييف وسيرو بورتينيو وفيليز سارسفيلد ونادي ألميريا ونادي سيينا ونادي كروتوني ونادي مسينا وكوكوتا ديبورتيفو ‏.

## روابط خارجية
- روبرتو انطونيو ناني على موقع اتحاد أوكرانيا (الإنجليزية)
- روبرتو انطونيو ناني على موقع إي إس بي إن إف سي (الإنجليزية)
- روبرتو انطونيو ناني على موقع قاعدة بيانات كرة القدم.إي يو (الإنجليزية)
- روبرتو انطونيو ناني على موقع Soccerway.com (الإنجليزية)